# Gare Velyke-Zaporijjia
La gare de Velyke-Zaporijjia, (ukrainien : Порт-Велике Запоріжжя) est une gare ferroviaire ukrainienne située à proximité du port fluvial de Zaporijjia de la ville de Zaporijia.

## Histoire
La gare est construite en 1934.

## Service des voyageurs

### Desserte
Elle est utilisée par de nombreuses entreprise comme : Zaporijstal, Dniprospetsstal, Usine de ferroalliage de Zaporijia ou Ukrgrafit par exemple.